# 祖山镇
祖山镇，是中华人民共和国河北省秦皇岛市青龙满族自治县下辖的一个乡镇级行政单位。

## 行政区划
祖山镇下辖以下地区：
牛心山村、安门口村、柏树村、花厂峪村、山神庙村、三岔村、英武山村、洪水村、上河村、陆杖子村、黄土坎村、三间房村、黑沟村、东河村、西河村和丁家河村。